# Церковь Благовещения Пресвятой Богородицы (Джиграшен)
Церковь Святого Георгия (арм. Սուրբ Աստվածածին եկղեցի), также известная как Джиграшен (арм. Ջիգրաշեն) — несохранившаяся армянская церковь XVII века в районе Старой части города Тбилиси (на современной улице Котэ Абхази), Грузия.

## История
Этимология названия «Джиграшен» вызывает неоднозначное мнение у специалистов, так как существует множество преданий этот счёт.
Протоиерей этого храма Симеон в своей докладной записке от 1815 году отмечает, что согласно рассказам старожилов, члены братии Святого Ншана священники Барсег и Давид, в ходе строительства отделились от остальных и начали сооружать новый храм — Джиграшен. Место для храма им предоставили роды Пиргулян и Тер-Даниелян. Сообщается, что они возвели стены высотой в «два человеческих роста». Затем на долгое время возведение храма приостановилось.
Была уничтожена по приказу Лаврентия Берии в 1937—1938 годах, наряду с десятью другими армянскими церквями города.